# Vodní elektrárna Rheinau
Vodní elektrárna Rheinau je vodní dílo na řece Rýn v okrese Andelfingen v kantonu Curych ve Švýcarsku.

## Historie projektu a výstavby
Právním základem projektů energetických děl na horním Rýnu se stala smlouva mezi Bádenskou republikou a Švýcarskem O společném využívání vodní cesty Bodamské jezero-Basilej ze dne 28. března 1926. Projekt na výstavbu elektrárny u Rheinau byl předložen v roce 1942 a potřebná koncese byla vydána v prosinci 1944. Odpor k výstavbě byl podpořen 150 000 podpisy i demonstrací odpůrců stavby v únoru 1952. Tehdy 10 000 lidí protestovalo za zvuků zvonů kláštera Rheinau i za zpěvu dětského sboru. Druhý den stavební práce bez překážek pokračovaly. V únoru 1954 však již dalších 60 000 podpisů vyvolalo referendum pro zrušení stavební koncese. Proti stavbě se vyslovilo 31 % voličů při účasti 52 %. Pravidelný provoz byl zahájen v roce 1957. Každopádně protesty proti stavbě elektrárny byly první celonárodní ekologickou aktivitou ve Švýcarsku a daly popud ke vzniku organizace Rheinaubund, která v roce 2012 přešla v nejúčinnější iniciativu na ochranu vod v zemi pod názvem AQUA VIVA .

## Popis

### Přehrada
Hráz leží 6,6, km po proudu od Rýnských vodopádů nad ostrovním klášterem v obci Rheinau. Jezové těleso o celkové délce 117 metrů je tvořeno čtyřmi přelivnými poli o šíři 25,5 metru. Na pravém břehu se nachází zařízení pro přetah lodí, na levém břehu vtok do elektrárny. Přelivový systém je koncipován pro hodnotu 1250 m3/s, což je hodnota nejvyšší povodně z roku 1965.

### Elektrárna

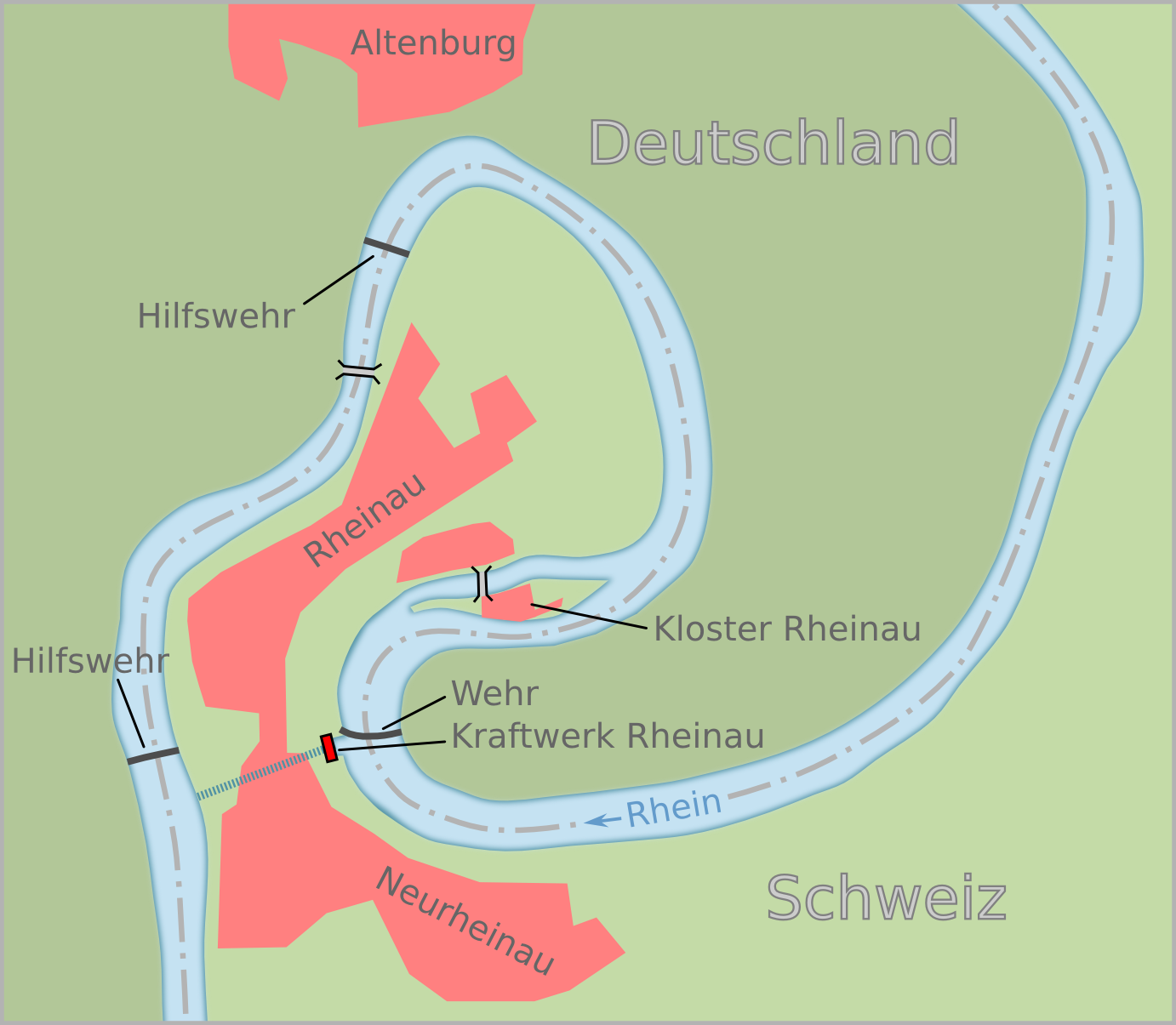
Systém vodního díla

Na levém břehu hráze stojí budova elektrárny se dvěma Kaplanovými turbínami o hltnosti 2 x 200 m3/s. Celkový výstupní elektrický výkon je 36,8 MW. Voda je odváděna již bez sacího účinku dvěma podzemními štolami o délce 300 metrů pod městem Rheinau. Voda vytéká na druhém konci říčního meandru v místech prodloužení o zhruba 3 říční kilometry. Průměrný pracovní spád je 10,5 metrů a pohybuje se podle průtokových poměrů v rozsahu 8 až 12,5 metrů. Energie je odváděna pod napětím 50 kV podzemním kabelem na vrch poloostrova Rheinau, kde je napojen na vzdušné vedení o stejném napětí. Průměrná roční výroba k roku 2018 je 244 miliónů kWh. Energie je odebírána v poměru 1:1 německými a švýcarskými energetickými společnostmi.

### Pomocné hráze
Hltnost turbín přesahuje řeka pouze v letním období, v ostatní době by korytem netekla voda. Ostrovní klášter Rheinau by se tak po většinu roku ocitl na suchu a koryto historické řeky by se stalo vyschlým řečištěm. Proto byly vybudovány dvě pomocné tzv. nivelační hráze, které po celý rok hladinu řeky udržují na historické úrovni. Jedná se o čtyřpólové jezy bez energetického významu, které jsou v suchém období přelévány nutným minimem 5 m3/s, což zaručuje i potřebné prokysličení.

## Ekologické aspekty
Ekvivalent úspory fosilních paliv balancuje v rovnováze se ztrátou některých vlastností oblasti, která byla považována za jedno z nejkrásnějších říčních údolí v Evropě. Rychlý tok řeky, zpěněné Rýnskými vodopády se změnil v klidnou hladinu. Vzedmutí při vyšších průtocích způsobuje i snížení výšky vodopádů. Řeka obtékající kolem starobylého ostrovního kláštera se stala podlouhlým rybníkem. Šířka toku se však od historického profilu příliš nemění, zůstává i charakteristická modrozelená barva řeky. Mezi oblíbené trasy vyhlídkových plaveb pod vodopády patří plavba údolím řeky k hrázi. Řeka ochuzená o energeticky využitou vodu zůstává bohatá na ryby a potápění u starého celního mostu v Rheinau za účelem filmování ryb narůstá na oblibě. Licence pro výrobu skončí svou platnost v roce 2036, v současnosti (2021) je především ve hře zvýšení minima přepouštěné vody. Organizace Aqua Viva se snaží prosadit zaslepení dosavadní odvodné štoly a zpracování průtoku pouze na spádu hráze. Voda by se vrátila do původního koryta při snížení spádu a následného snížení výroby více než o 50 %. Druhá strana odpovídá projekty na využití energie Rýnských vodopádů.  

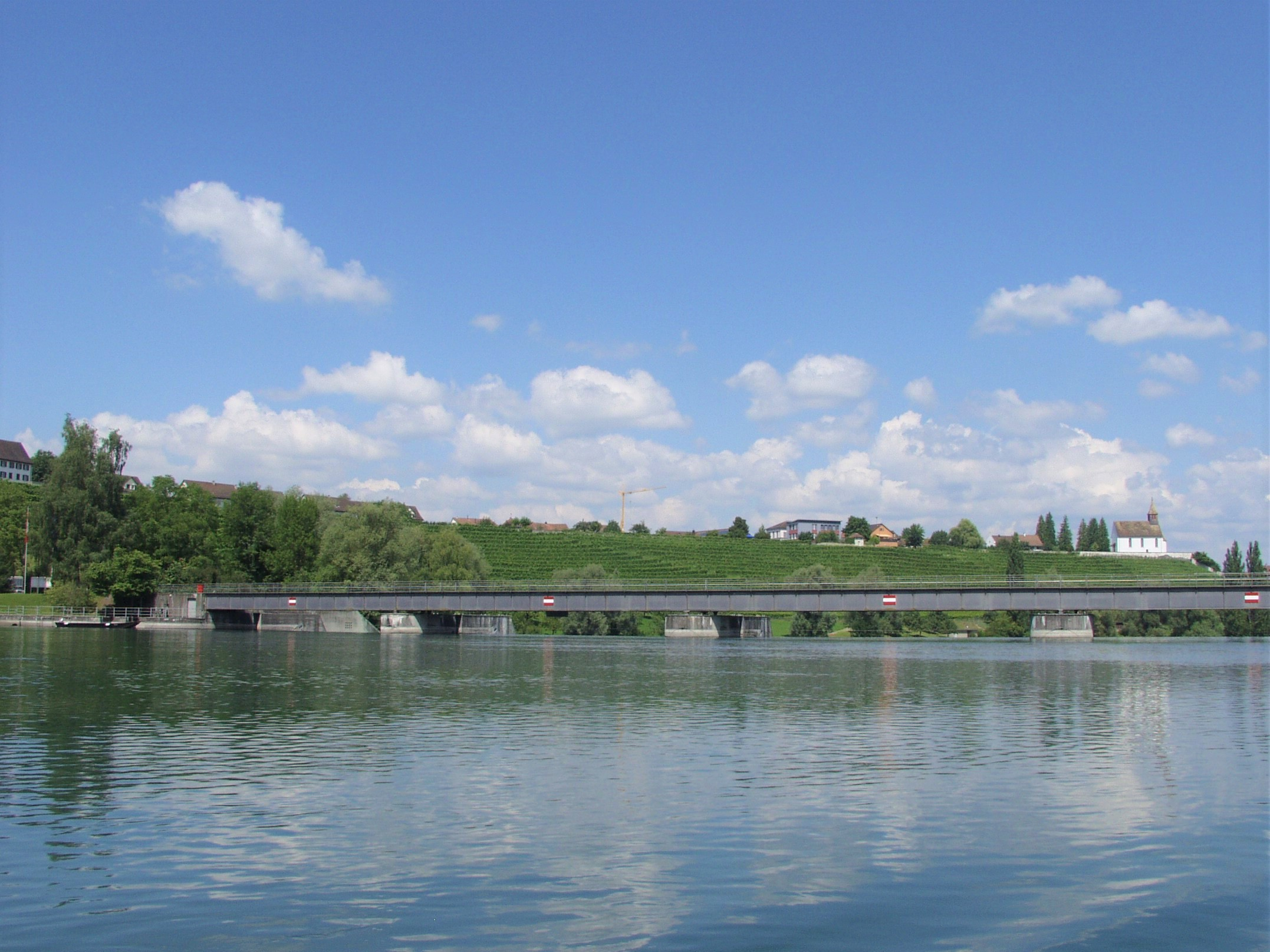
Pohled na návodní část hráze
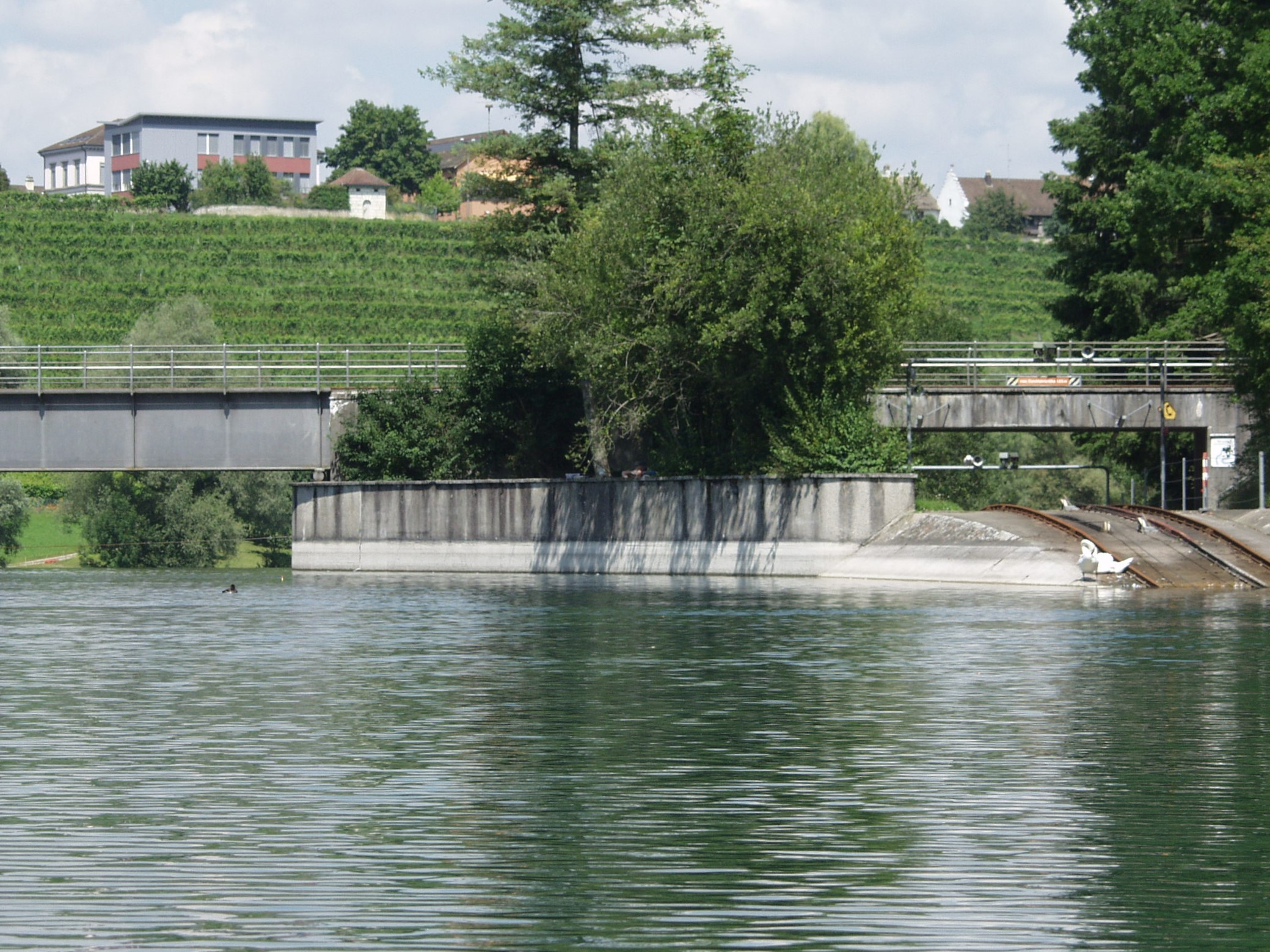
Lodní přetah na pravém břehu
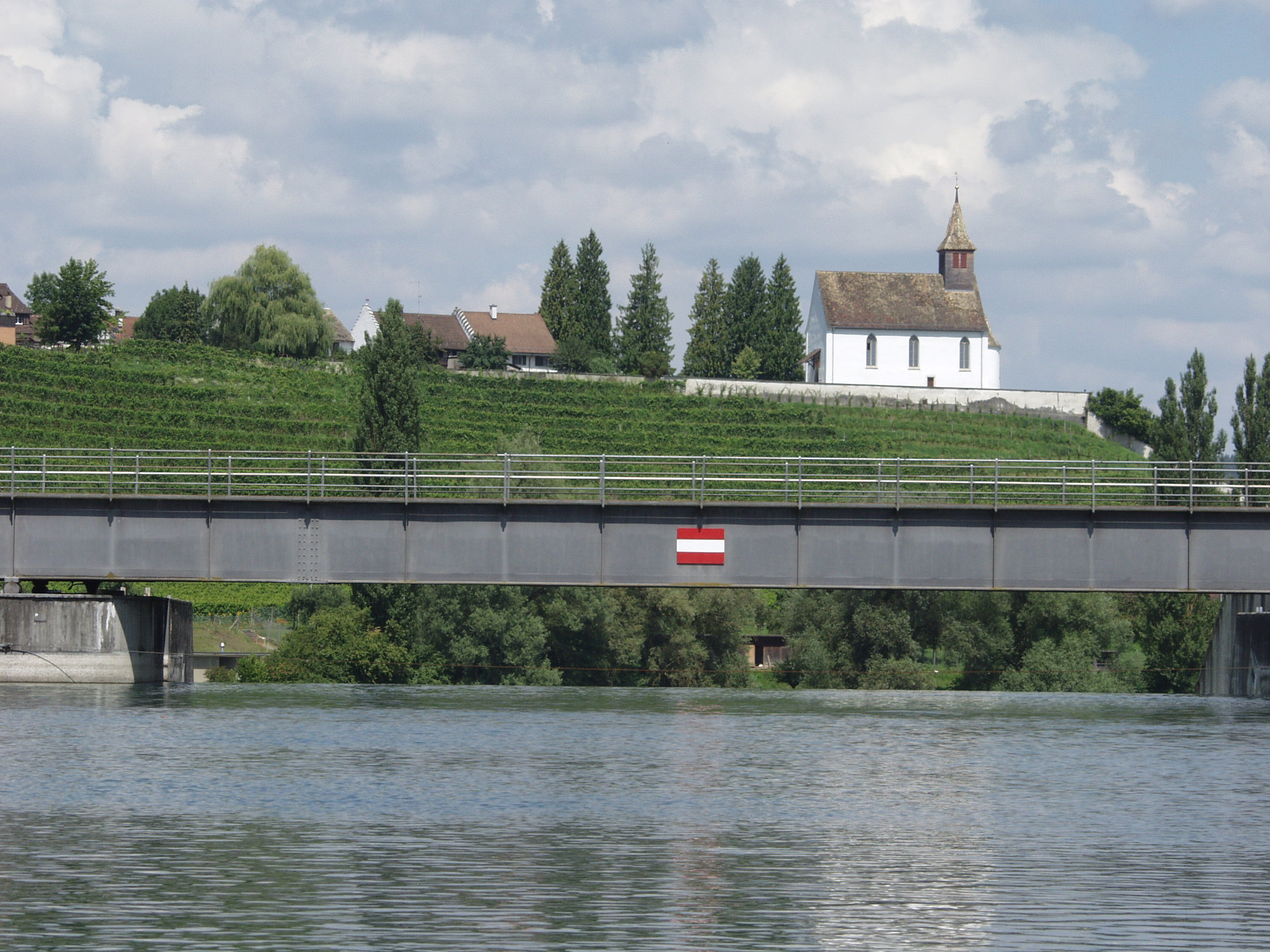
Pohled přes hráz na evangelický kostel Bergkirche s vinicemi
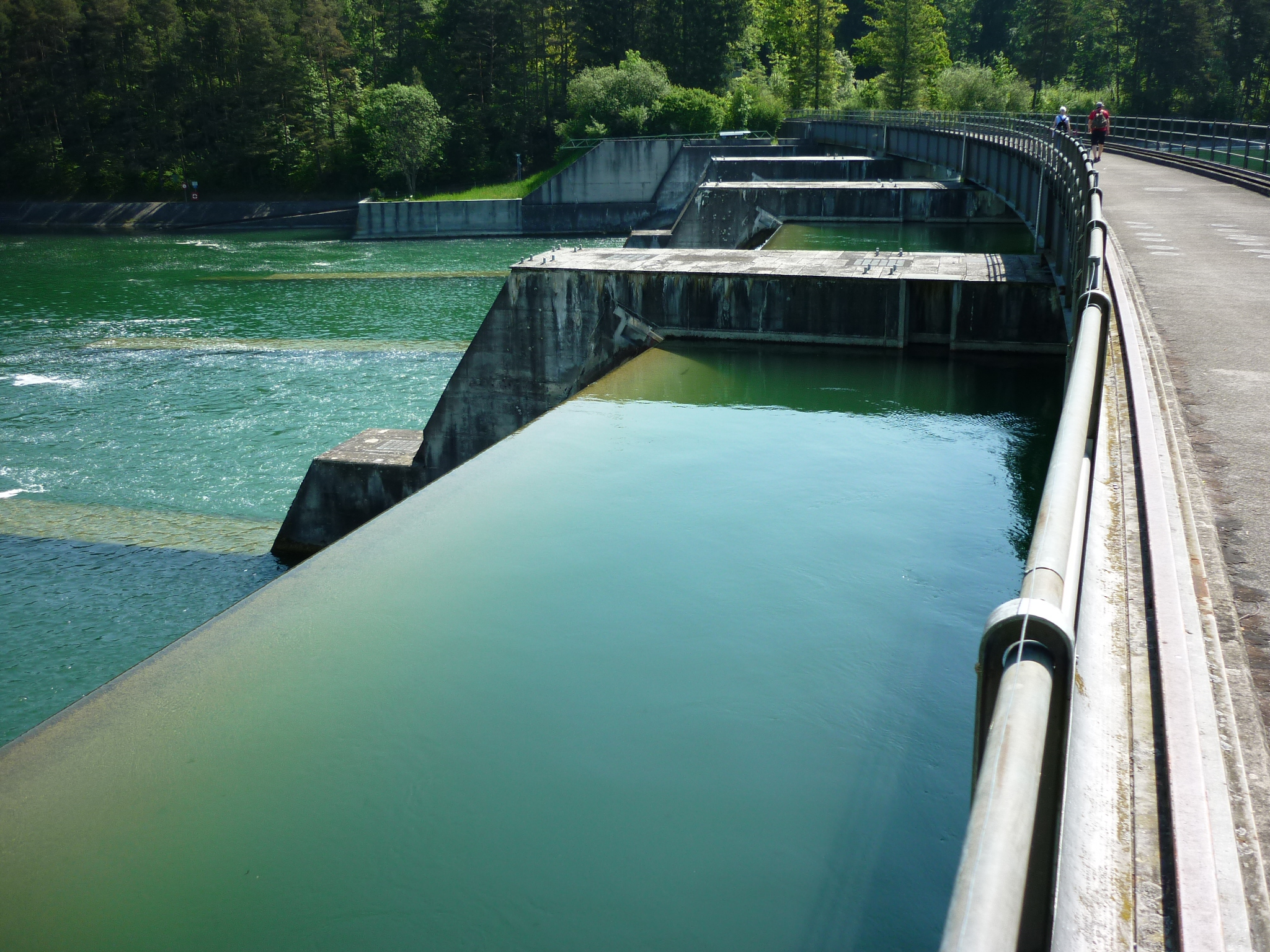
Minimální přeliv při charakteristické rýnské barvě
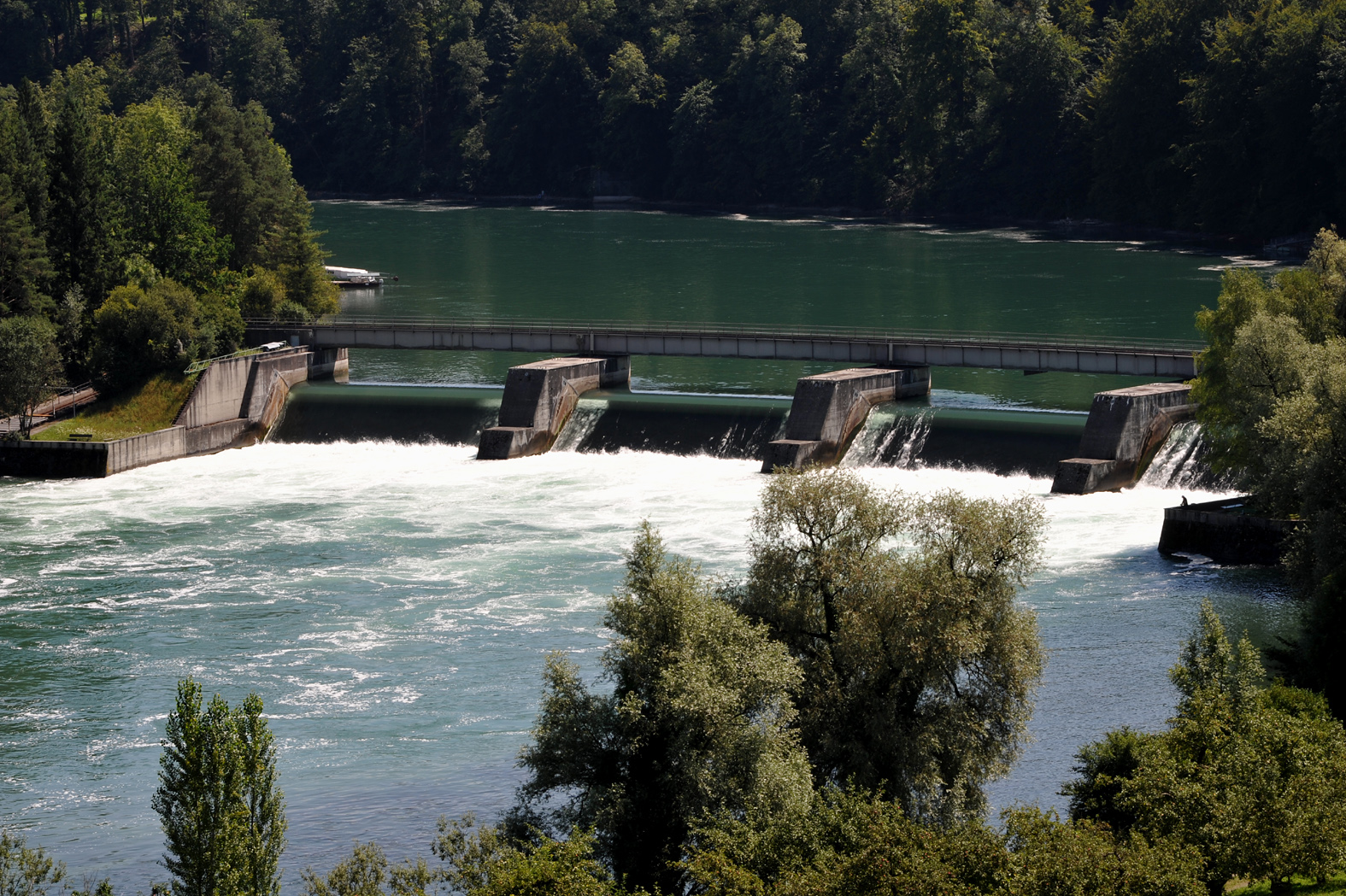
Vyšší letní průtok, pohled od Bergkirche
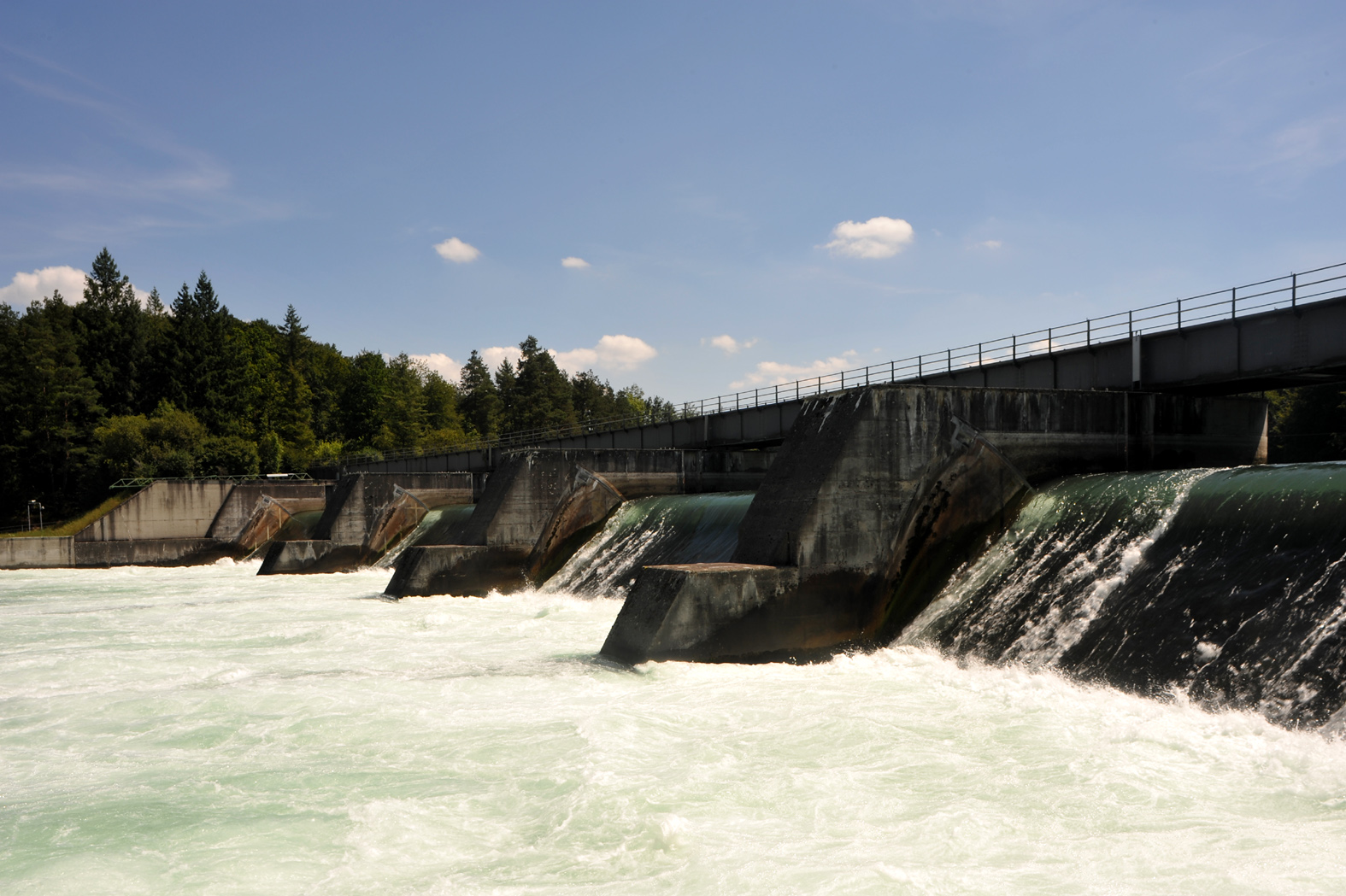
Vývařiště při vyšším letním maximu
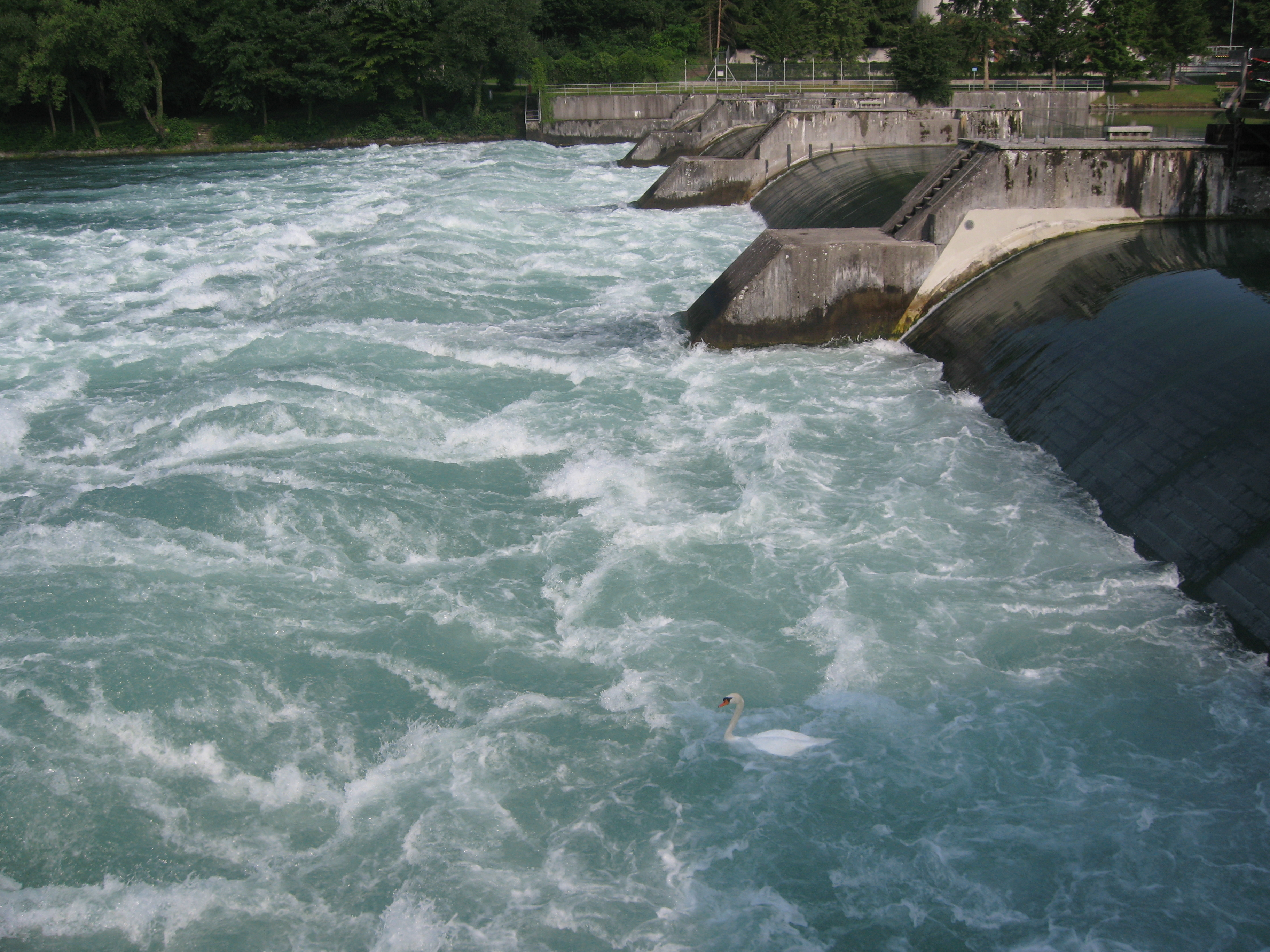
Běžné letní maximum
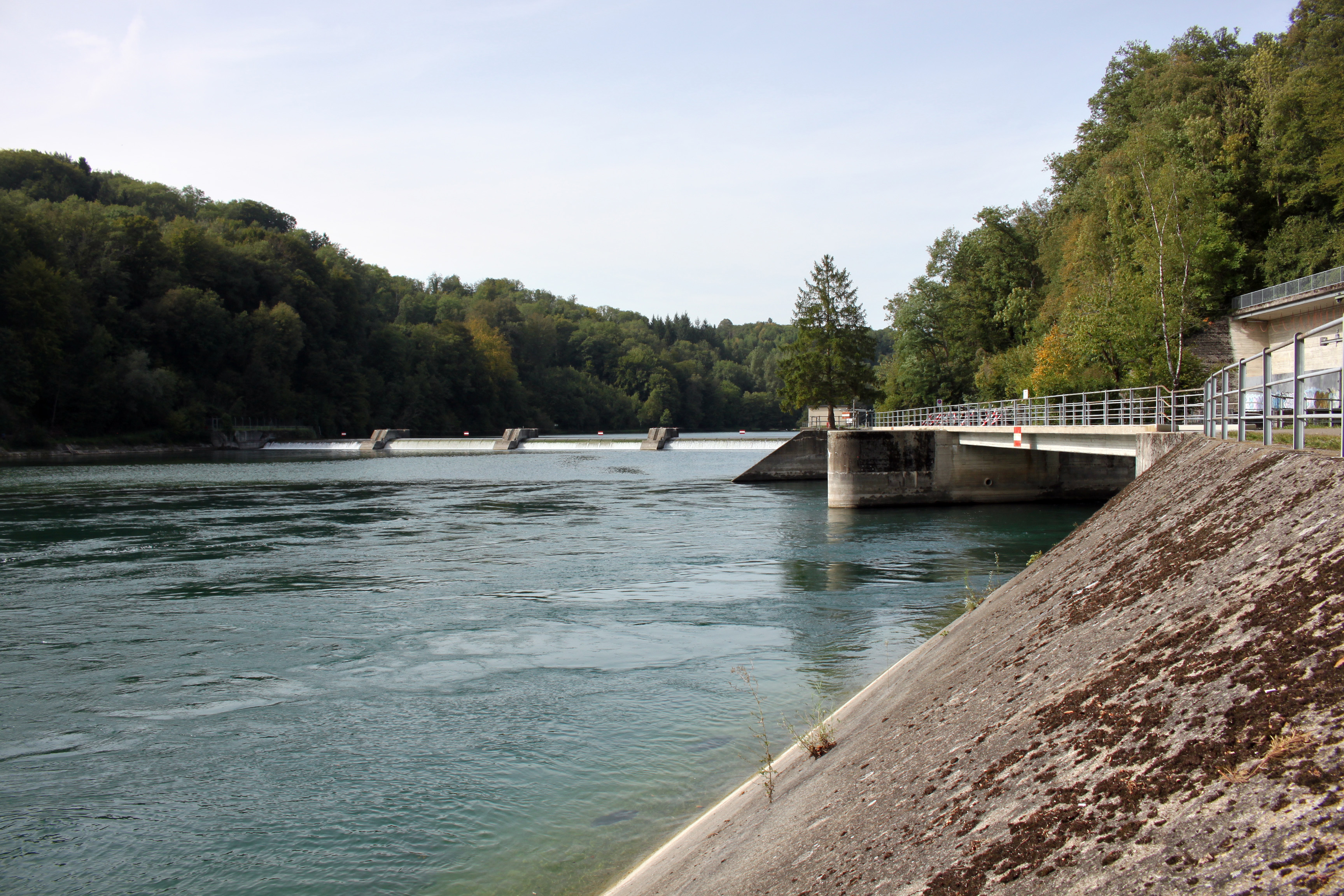
Výtok z podzemních šachet, v pozadí nivelační hráz